# Mårmaglaciären
Mårmaglaciären (även Moarhmmaglaciären) är en glaciär i Kebnekaiseområdet i Sverige. Glaciären ligger på ca 1330–1750 meter över havet mellan de två fjällen Moarhmmábákti och Vássačohkka.  